# Station Zduńska Wola
Station Zduńska Wola is een spoorwegstation in de Poolse plaats Zduńska Wola.